# Eukoenenia pretneri
Eukoenenia pretneri is een spinnensoort in de taxonomische indeling van de Palpigradi.
Het dier komt uit het geslacht Eukoenenia. Eukoenenia pretneri werd in 1977 beschreven door Condé.